# Alex Turner (musicien)
Pour les articles homonymes, voir Alex Turner et Turner.
 (août 2021).
Si vous disposez d'ouvrages ou d'articles de référence ou si vous connaissez des sites web de qualité traitant du thème abordé ici, merci de compléter l'article en donnant les références utiles à sa vérifiabilité et en les liant à la section « Notes et références ».
Alexander David Turner, né le 6 janvier 1986 à Sheffield, est un musicien et chanteur britannique, leader du groupe de rock Arctic Monkeys, avec lequel il a sorti sept albums.
Il est également membre du supergroupe d'indie pop formé avec Miles Kane : The Last Shadow Puppets, qui a sorti deux albums à l'heure actuelle.

## Jeunesse
Alex Turner est le fils unique de Penny et David Turner. Sa mère était professeur d'allemand tandis que son père enseignait la physique et la musique.
Il a suivi sa scolarité à Stocksbridge High School, à Sheffield avec Oliver Sykes (le chanteur de Bring Me the Horizon) et Matt Helders avec qui il formera le groupe Arctic Monkeys.
Son professeur d'anglais se souvient d'Alex Turner comme un garçon plutôt original avec un sens de l'humour et un talent poétique, bien que celui-ci ne soit pas un grand bavard.
Pour Noël, ses parents lui offrent sa première guitare en 2001, une Fender Stratocaster.
Au cours de son adolescence, il écoute des artistes tels que Oasis, Roots Manuva, The Libertines et The Strokes. Il est également fan de The Beatles et de leur album Rubber Soul.
Il sera influencé par Craig Nicholls, leader du groupe de rock The Vines, après avoir assisté à son tout premier concert à Manchester en 2002.

## Carrière musicale

### Arctic Monkeys

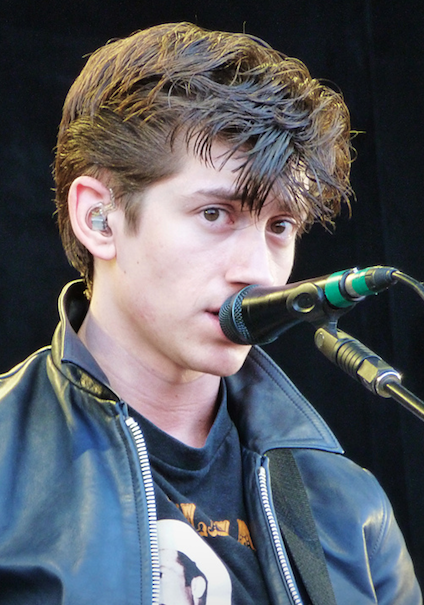
Alex Turner

Alex Turner est ami avec Matt Helders depuis l'âge de 7 ans. Il rencontre plus tard Andy Nicholson à Stocksbridge High School. Ensemble, et avec la participation de Jamie Cook, ils forment le groupe Arctic Monkeys en 2002. À cette époque, Alex Turner, encore étudiant, travaille dans un bar où de nombreux groupes locaux viennent se produire. Il déclare à ce sujet « Quand les groupes vendaient leurs CD à la fin de leur concert au fond du bar pour 3 livres, je me disais « Putain ! Ils se prennent pour qui ? ». C'est ainsi que les Arctic Monkeys ont distribué gratuitement leurs démos lors de leurs premiers concerts.

### Maths and English
Alex Turner a participé à l'album Maths and English du rappeur anglais Dizzee Rascal sur le titre Temptation, identique au titre présent sur la face B du single Brianstorm des Arctic Monkeys.

### The State of Things
Alex Turner a composé quelques chansons pour l'album The State of Things du groupe anglais Reverend and the Makers. On peut de plus entendre sa voix sur le titre The Machine.

### Mini Mansions
Alex Turner a été invité à participer au titre Vertigo du groupe Mini Mansions.

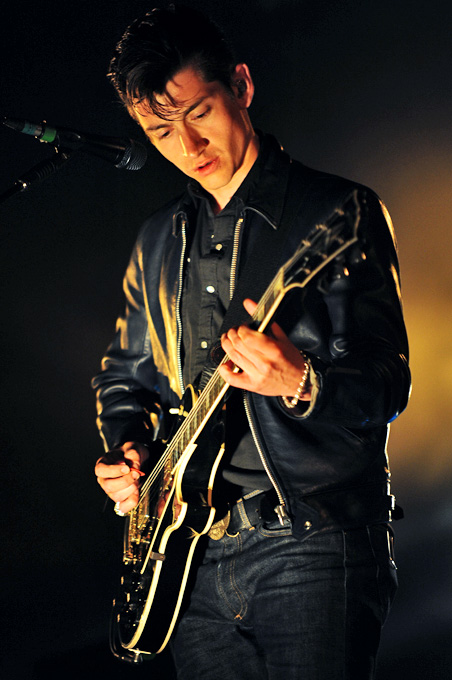
Alex Turner (2012).

### The Last Shadow Puppets
Alex Turner a lancé un projet commun avec son ami Miles Kane, chanteur, guitariste et leader des Rascals. Le duo, baptisé The Last Shadow Puppets, sort en avril 2008 d'abord un single puis un album intitulé The Age of the Understatement sur lesquels se trouvent les titres Standing Next to Me et My Mistakes Were Made for You. Le disque est produit par James Ford (Klaxons), et les arrangements ont été réalisés par Owen Pallett du projet Final Fantasy.
Le 1er avril 2016, leur second album Everything You've Come to Expect sort.

### BO deSubmarine
Alex Turner a réalisé la bande originale du film Submarine.

## Vie privée
Selon le magazine anglais Heat, la fortune d'Alex Turner est estimée à 13,19 millions de livres en 2015.
De 2007 à juillet 2011, il était en couple avec Alexa Chung avec qui il partageait sa vie entre New York et Londres. Ils sont restés amis.
Alex Turner a eu une relation avec le mannequin américain Arielle Vandenberg de 2011 à 2014. Celle-ci apparaît dans le clip R U Mine?.
De 2015 à 2018, il a partagé sa vie (notamment à Los Angeles) avec le mannequin américain Taylor Bagley. Ils ont chacun le prénom de l'autre tatoué sur le bras.
Depuis 2018, il a une relation avec la chanteuse française Louise Verneuil.